# Championnat d'Italie de football de deuxième division 1986-1987
Navigation
Édition précédente Édition suivante
La saison 1986-1987 de Serie B, organisée par la Lega Calcio pour la quarante-et-unième fois, est la 55e édition du championnat de deuxième division en Italie. Les trois premiers sont promus directement en Serie A et les quatre derniers sont relégués en Serie C.
À l'issue de la saison, le Pescara Calcio termine à la première place à égalité de points avec le SC Pise, les deux clubs sont déclarés champion et montent en Serie A 1987-1988 (1re division), accompagné par le troisième AC Cesena.

## Compétition
Le classement est établi sur le barème de points suivant :
- Victoire : 2 points
- Match nul : 1 points
- Défaite, forfait ou abandon du match : 0 point

### Classement
| Rang | Équipe            | Pts  | J  | G  | N  | P  | Bp | Bc | Diff |
| ---- | ----------------- | ---- | -- | -- | -- | -- | -- | -- | ---- |
| 1    | Pescara Calcio    | 44   | 38 | 16 | 12 | 10 | 43 | 33 | +10  |
| 2    | SC Pise R         | 44   | 38 | 16 | 12 | 10 | 42 | 32 | +10  |
| 3    | AC Cesena         | 43   | 38 | 15 | 13 | 10 | 38 | 29 | +9   |
| 4    | US Lecce R        | 43   | 38 | 15 | 13 | 10 | 38 | 32 | +6   |
| 5    | US Cremonese      | 43   | 38 | 14 | 15 | 9  | 35 | 29 | +6   |
| 6    | Genoa 1893        | 42   | 38 | 12 | 18 | 8  | 44 | 39 | +5   |
| 7    | Parme AC P        | 40   | 38 | 11 | 18 | 9  | 30 | 26 | +4   |
| 8    | ACR Messine P     | 40   | 38 | 12 | 16 | 10 | 29 | 28 | +1   |
| 9    | AS Bari R         | 39   | 38 | 11 | 17 | 10 | 33 | 32 | +1   |
| 10   | Bologne FC        | 36   | 38 | 10 | 16 | 12 | 40 | 38 | +2   |
| 11   | US Triestina      | 35-4 | 38 | 10 | 19 | 9  | 31 | 26 | +5   |
| 12   | US Arezzo         | 35   | 38 | 7  | 21 | 10 | 30 | 33 | -3   |
| 13   | Modène FC P       | 35   | 38 | 10 | 15 | 13 | 32 | 50 | -18  |
| 14   | SS Sambenedettese | 34   | 38 | 11 | 12 | 15 | 33 | 37 | -4   |
| 15   | AS Tarente P      | 33   | 38 | 10 | 13 | 15 | 37 | 40 | -3   |
| 16   | Lazio Rome        | 33-9 | 38 | 14 | 14 | 10 | 35 | 28 | +7   |
| 17   | SS Campobasso     | 33   | 38 | 9  | 15 | 14 | 34 | 35 | -1   |
| 18   | Lanerossi Vicence | 32   | 38 | 9  | 14 | 15 | 31 | 40 | -9   |
| 19   | Calcio Catane     | 32   | 38 | 8  | 16 | 14 | 25 | 38 | -13  |
| 20   | Cagliari Calcio   | 26-5 | 38 | 9  | 13 | 16 | 32 | 47 | -15  |

|  | Promotion en Serie A                        |
|  | Relégation en Serie C                       |
|  | P : Promu de Serie C R : Relégué de Serie A |

- La saison précédente a été marquée par un scandale de paris sportifs truqués, le deuxième scandale du totonero. Les conséquences sont :
  - Lazio Rome : une pénalité de 9 points.
  - Cagliari Calcio : 5 points de pénalité.
  - US Triestina : 4 points de pénalité.

### Barrages
En fin de saison, trois clubs sont à égalité de points pour la promotion, une triangulaire est organisée pour connaître le troisième promu. AC Cesena et US Lecce gagnent leur match contre l'US Cremonese, mais n'arrivent pas à se départager (0-0), un match d'appui sera nécessaire, Cesena l'emportera 2 à 1 contre Lecce et sera promu.
Dans la zone de relégation trois clubs sont également à égalité de points, une triangulaire est organisée pour connaître le quatrième relégué. La Lazio Rome perd son premier match contre l'AS Tarente, qui fait match nul avec Campobasso. La dernière confrontation entre les Romains et Campobasso sera décisive, la Lazio l'emporte 1 à 0 et se sauve de la relégation, Campobasso  descend en Serie C.